# Oscar Elmers
Oscar Elmers, född 11 augusti 1863 i Mogata församling, Östergötlands län, död 6 februari 1934 i Vånga församling, Östergötlands län, var en svensk präst.

## Biografi
Oscar Elmers föddes 1863 i Mogata församling. Han var son till hemmansägaren Sven Jakob Svensson och Helena Margareta Magnusdotter. Elmers studerade i Norrköping och blev höstterminen 1884 student vid Uppsala universitet. Han avlade teologisk-filosofisk examen 14 december 1885, teoretisk teologisk examen 31 januari 1888, praktisk teologisk examen 12 december 1888.Elmers prästvigdes 31 januari 1889 och blev 7 juli 1894 komminister i Vånga församling, tillträdde 1896. Han blev 11 mars 1904 kyrkoherde i Vånga församling (4:e provpredikanten), tillträde samma år och 1 september 1917 kontraktsprost i Bergslags kontrakt. Han avled 1934 i Vånga församling.

### Familj
Elmers gifte sig 23 augusti 1895 med Hildur Appelberg (född 1868). Hon var dotter till läkaren Carl Magnus Appelberg och Augusta Amalia Nordström.